# Дравидийские языки
Дравиди́йские языки́ (также дравидские языки — название «дравид» происходит от самоназвания тамильского языка) — семья языков на территории Южноазиатского (Индийского) субконтинента, на которых говорят главным образом в Индии, особенно в южной её части, а также в Пакистане, южном Афганистане, восточном Иране (язык брауи), частично — на Шри-Ланке, странах Юго-Восточной Азии, на островах Индийского и Тихого океанов и в Южной Африке.
Общая численность говорящих на 85 дравидийских языках превышает 200 млн человек, но свыше 95 % из них пользуются четырьмя языками: телугу, тамильским, каннада и малаялам.
Это агглютинативные языки с основным порядком слов подлежащее—дополнение—сказуемое (SOV).

## Классификация
Классификация по М. С. Андронову:
- северо-западная группа
  - брауи (брагуи, брахуи)
- северо-восточная группа
  - курух
  - малто
- центральная группа
  - гадаба
  - колами
  - найки
  - парджи
- гондванская группа
  - гонди
  - конда
  - куви
  - куи
  - манда
  - пенго
- юго-восточная группа
  - телугу
- юго-западная группа
  - тулу
- южная группа
  - каннара, или каннада
  - кодагу
  - кота
  - малаялам
  - тамильский
  - тода

Некоторые дравидийские языки (ерукала, кайкади, курумба, беллари, корага и др.) изучены слабо, и принадлежность их к той или иной группе не определена. 

## Число говорящих
Общее число говорящих на дравидийских языках в настоящее время превышает 200 млн человек, причём свыше 90 % из этого числа приходится на «большую дравидийскую четвёрку» — языки телугу, тамильский, малаялам и каннада, которые имеют более чем тысячелетние письменные и литературные традиции (самые ранние тамильские памятники датируются II—I веками до н. э.) и статус официальных языков южноиндийских штатов Андхра-Прадеш, Тамилнад, Керала и Карнатака, соответственно.

## История
О ранней истории развития дравидийских языков и о том, как и в какое время происходило их разделение, известно немного. В древности дравидоязычные племена занимали обширные земли от Персидского (Элам) до Бенгальского залива, на севере доходя до юго-западных областей Средней Азии. Учёные предполагают, что дравидийские языки могли быть самыми распространёнными языками индийского субконтинента до прибытия туда носителей индоевропейских языков; прародиной дравидийских языков могла быть территория Иранского нагорья, а на Индостан дравиды переселились в 3 или 4 тысячелетии до нашей эры или даже раньше. 
К числу дравидийских языков ранее относили также эламский (язык брауи при этом считался промежуточным звеном между эламским и остальными дравидийскими языками) и, с несколько меньшей долей уверенности (в связи с худшим состоянием дешифровки сохранившихся памятников), язык «протоиндийских» культур Мохенджо-Даро и Хараппа в долине Инда (см. Письменность долины Инда).

## Родство с другими семьями
Дравидийские языки не находятся в родстве с индоевропейскими (индоарийскими) языками северной Индии (хинди, бенгали, пенджаби и др.). Эти последние относятся проникли на территорию Индии в сравнительно позднее время — вероятно, к концу 2-го тысячелетия до н. э. Дравидийские языки, однако, в некоторой степени повлияли на индоарийские ввиду их близкого сосуществования в течение долгого времени. В частности, к влиянию дравидийских языков можно отнести, например, упрощение стечений согласных (санскритское sapta- «семь» стало в пракрите satta и т. п.) и появление ретрофлексных, которых нет в других индоевропейских языках.
Выдвигалось много предположений о том, что носители дравидийских языков являлись доарийским населением Индии, создателями цивилизации долины реки Инд, развившими также мифологию, лёгшую в основу индуизма; вероятно также, что дравидийские языки были распространены на территории всего Индостана и значительном протяжении Иранского нагорья. Тем не менее большинство гипотез в этой области на настоящее время остаются предметом научных споров. Некоторые учёные считали, что вымерший эламский язык, считающийся изолированным, мог относиться к дравидийской семье; по мнению лингвиста Георгия Старостина, однако, эламский язык не находился в близком родстве с дравидийскими.
В соответствии с ностратической гипотезой о дальнем родстве языковых семей Евразии, дравидийские языки не входят в группу ностратического «ядра» (индоевропейские, уральские и алтайские языки), хотя иногда включаются в ностратическую макросемью в широком смысле, наряду с афразийскими и картвельскими языками. Многие компаративисты рассматривают теорию ностратических языков как неубедительную.
По лексикостатистическим подсчётам Г. С. Старостина, дравидийский праязык может быть родственен восточносуданским языкам.

## Письменность

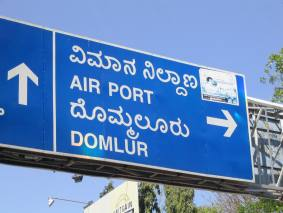
Дорожный указатель на каннада и английском

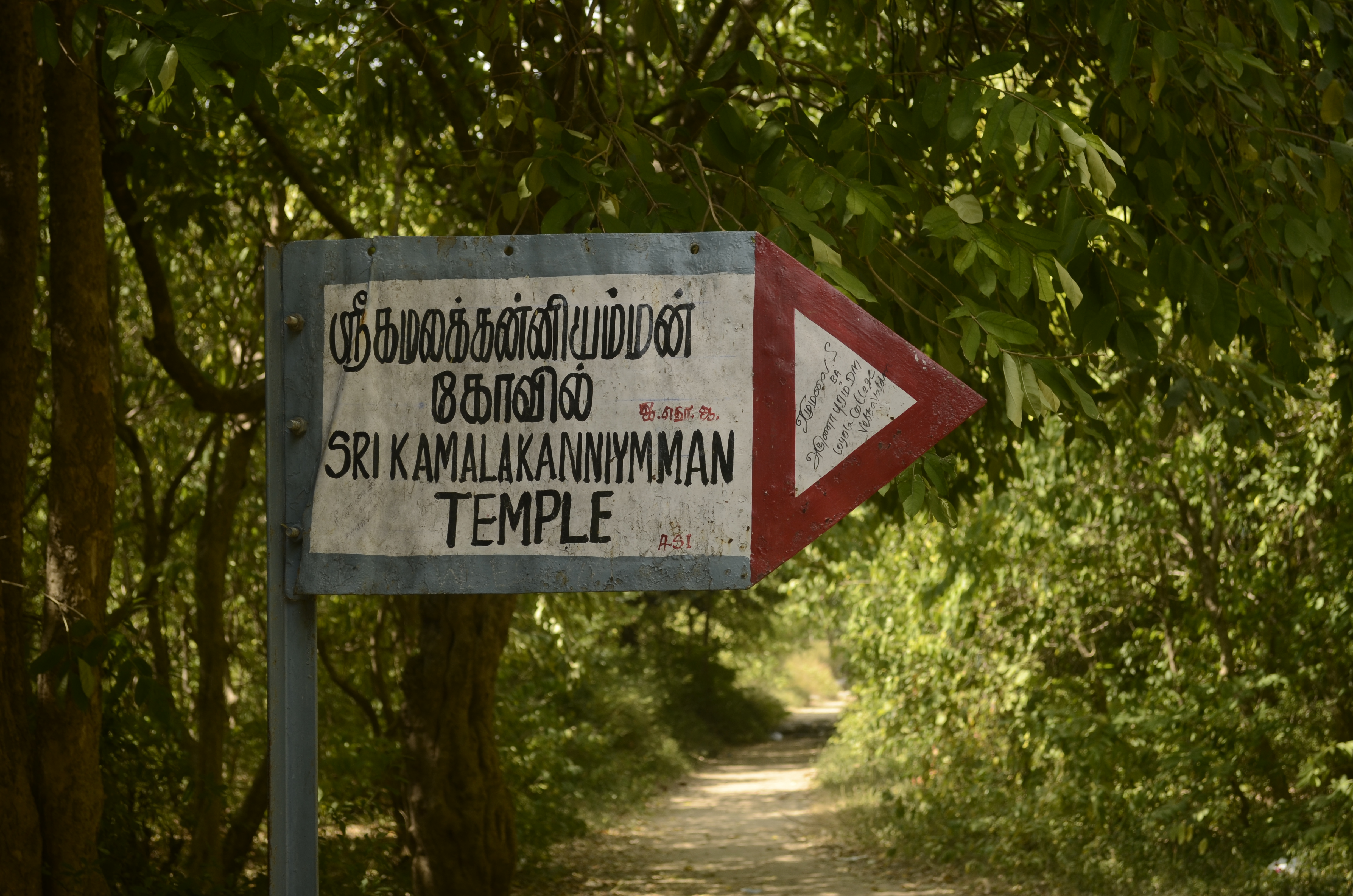
Указатель с тамильским письмом

Для записи дравидийских языков в основном используются разные письменности, ведущие своё начало от письма брахми.

## Грамматика
Грамматическими особенностями дравидийских языков являются:
- агглютинативность;
- основным порядком слов является подлежащее—дополнение—сказуемое (SOV); он следует определённым правилам, но в целом относительно свободен;
- основными классами слов являются существительные (субстантивы, числительные, местоимения), прилагательные, глаголы и неразличимые слова (частицы, энклитики, наречия, междометия, звукоподражательные слова, эхо-слова);
- изначально протодравидийский язык использовал только суффиксы, не используя никогда приставки или инфиксы при построении флективных форм; следовательно, корни слов всегда находились в начале; существительные, глаголы и неразличимые слова составляли первоначальные классы слов;
- есть два числа и четыре различных гендерных системы, родовая система имеет различие «мужчина — не-мужчина» в единственном числе и «человек — не-человек» во множественном числе;
- в предложении, каким бы сложным оно ни было, встречается только один конечный глагол — обычно в конце — которому при необходимости предшествует ряд герундиев;
- основная (и, вероятно, оригинальная) дихотомия во времени («прошедшее — не-прошедшее»); настоящее время развивалось позже и независимо в каждом языке или подгруппе;
- глаголы бывают непереходными, переходными и каузативными; существуют также активные и пассивные формы;
- все положительные глагольные формы имеют соответствующие им отрицательные глаголы.

### Род, число и падеж
Дравидийские существительные склоняются по числам, родам и падежам. Род выражается в третьем лице, но не в первом и во втором. Языки тода и брауи утратили различие частей речи по родам и имеют сегодня лишь различие по числам. 
Чисел в дравидийских языках два. Прадравидийский язык имел два показателя множественного числа: *-Vr для слов, означающих людей, и *-(n)k(k)a + *-ḷ или *-(n)k(k)aḷ для слов, не означающих людей. Современные дравидийские языки используют один или несколько из этих суффиксов. 

### Глагол
Лицо, время и число отражается внутри дравидийского глагола (за исключением языка малаялам, где в глаголах отражается лишь время), идущего в предложении на последнем месте: тамил. avan va-nt-ān «он приходить-прошедшее время-3 л. ед. ч.» „он пришёл“.
Глаголы могут включать следующие составляющие: основа (простая или многосложная) + необязательная вспомогательная часть + показатель времени + показатель рода/числа/лица. 
Определённые глаголы в дравидийских языках включают отрицание в своё спряжение: например, конда vānṟu ki-ʕ-en (буквально: „он делать-3 л. ед. ч.“) «он не делает». Прадравидийский язык имел глагол cil «не быть», сосуществующий с глаголом «быть». 

### Числительное
Если дравидийское числительное относится к человеку, к нему может добавляться особый суффикс -war* или производное от него: ср. телугу reṇḍu pustakālu «две книги» и naluguru manuṣulu «четыре человека» (-ru происходит от *-war).